# Oscar Wigert
Oscar Peter Wigert, född den 28 augusti 1844 i Norrköping, död den 16 november 1912 i Stockholm, var en svensk skolman och läroboksförfattare.
Wigert blev 1863 student vid Uppsala universitet och 1872 filosofie doktor och adjunkt i franska, tyska och engelska vid Högre allmänna läroverket i Jönköping. Han blev lektor i franska och engelska 1875 vid läroverket i Norrköping och 1885 vid Högre latinläroverket å Norrmalm i Stockholm. Vid uppnådd pensionsålder 1910 lämnade han sin lärarverksamhet. Från trycket utgav han Om verbalafledningen på -i inom de nordiska språken (1872) och Observations sur l'emploi de l'infinitif dans la langue francaise (1875). Dessutom författade han (tillsammans med Joseph Müller) ett större antal läroböcker: grammatik, skrivövningar, läseböcker, avsedda för undervisning i franska på olika skolstadier, kurser, som erhöll stor spridning och av vilka de flesta utkom i flera upplagor.
Wigert är begravd på Norra begravningsplatsen utanför Stockholm.